# De Rookende Moor
De Rookende Moor is een woonhuis en gemeentelijk monument aan de Hoogstraat 22 in de Nederlandse plaats Montfoort. In 1907 is het pand grondig gerenoveerd in de stijl van de jugendstil door de sigarenfabrikant T. Straver.

## Beschrijving

### Bovenverdieping
De bovenverdieping is nog in de oorspronkelijke stijl van 1907 en bevat geglazuurde bakstenen. De kroonlijsten zijn geornamenteerd met tegels waarop geometrische vormen en bloemmotieven zijn aangebracht. Ook heeft het pand een dakkapel waarvan in de daklijst een klaverbladboog is uitgezaagd.

### Benedenverdieping
De benedenverdieping was oorspronkelijk ook in jugendstil uitgevoerd met twee grote boogramen met in het midden een deur die  toegang gaf tot zowel de winkel als het woonhuis. In 1933 liet de weduwe van Straver de winkelpui verbouwen, waarbij de winkel bij de woning werd getrokken en de ramen werden vervangen door kleinere vierkante vensters.

### Achterzijde
In 1908 werd aan de achterzijde van het pand een magazijn gebouwd. Dit is bereikbaar via Onder de Boompjes en is gelegen aan de Hollandse IJssel. Op de cementen band van het magazijn zijn nog de oorspronkelijke letters zichtbaar die aangeven dat het een sigarenmagazijn betrof.